# Diocesi di Tulle
La diocesi di Tulle (in latino Dioecesis Tutelensis) è una sede della Chiesa cattolica in Francia suffraganea dell'arcidiocesi di Poitiers. Nel 2023 contava 219.340 battezzati su 239.190 abitanti. È retta dal vescovo Éric Bidot, O.F.M.Cap.

## Territorio
La diocesi comprende il dipartimento francese della Corrèze.
Sede vescovile è la città di Tulle, dove si trova la cattedrale di Notre-Dame.
Il territorio è suddiviso in 297 parrocchie, raggruppate in 4 decanati.

## Storia
Incerte sono le origini dell'abbazia benedettina di Tulle. La tradizione vuole che sia stata fondata da san Calmin su richiesta di san Martino di Tours (fine IV secolo). Distrutta dai Normanni attorno all'846, fu ricostruita da Adémar-des-Echelles nel X secolo. A partire dal 1103 l'intero complesso abbaziale e la sua chiesa subirono un sostanziale rifacimento ad opera di Guillaume de Carbonnières aiutato dalle potenti famiglie del basso Limosino e da papa Urbano II, di passaggio a Tulle nel 1095.
La diocesi è stata eretta il 13 agosto 1317 con la bolla Salvator noster di papa Giovanni XXII, ricavandone il territorio dalla diocesi di Limoges. Divenne cattedrale della nuova diocesi la chiesa abbaziale e primo vescovo fu nominato Arnaud de Saint-Astier, ultimo abate. Originariamente la sede era suffraganea dell'arcidiocesi di Bourges.
Risale al 1346 o al 1348, durante il periodo della peste nera, l'istituzione della festa popolare nota come le tour de la lunade (il cambio della luna), che si celebra ogni anno alla vigilia della festa di san Giovanni Battista (24 giugno). Questa festa include molti elementi di preesistenti feste pagane, legate al solstizio d'estate.
Nel 1514 il capitolo della cattedrale, che fino ad allora era rimasto soggetto alla regola monastica, fu secolarizzato da papa Leone X.
Il 7 febbraio 1681, grazie al lascito del magistrato François de La Garde, fu istituito il seminario diocesano.
In seguito al concordato con la bolla Qui Christi Domini di papa Pio VII del 29 novembre 1801 la diocesi fu soppressa e il suo territorio fu incorporato nella diocesi di Limoges.
Un nuovo concordato, stipulato nel giugno 1817, prevedeva il ristabilimento della diocesi. Ma questo accordo non entrò mai in vigore, in quanto non ratificato dal Parlamento di Parigi; per cui anche l'erezione della diocesi non ebbe effetto.
Essa fu ristabilita in via definitiva il 6 ottobre 1822 con la bolla Paternae charitatis di papa Pio VII, ricavandone nuovamente il territorio dalla diocesi di Limoges.
L'8 dicembre 2002, in seguito alla riorganizzazione delle circoscrizioni ecclesiastiche francesi, è entrata a far parte della provincia ecclesiastica dell'arcidiocesi di Poitiers.

## Cronotassi dei vescovi
Si omettono i periodi di sede vacante non superiori ai 2 anni o non storicamente accertati.
- Arnaud de Saint-Astier, O.S.B. † (18 agosto 1317 - 1333 deceduto)
- Arnaud de Clermont, O.F.M. † (10 settembre 1333 - giugno 1337 deceduto)
- Hugues Roger, O.S.B. † (18 luglio 1342 - 20 settembre 1342 dimesso)
- Guy † (25 settembre 1342 - 1343 deceduto)
- Bernard (o Bertrand) de La Tour, O.S.B. † (1º ottobre 1344 - 19 febbraio 1347 nominato vescovo di Saint-Papoul)
- Pierre d'Aigrefeuille, O.S.B. † (19 febbraio 1347 - 24 ottobre 1347 nominato vescovo di Vabres)
- Archambaud † (11 febbraio 1348 - prima del 26 febbraio 1361 deceduto)
- Laurent D'Albiars † (25 ottobre 1361 - 1369 deceduto)
- Jean Lefévre † (8 agosto 1369 - 30 maggio 1371 dimesso)
- Bertrand de Cosnac † (4 luglio 1371 - 9 gennaio 1376 nominato vescovo di Poitiers)
- Bernard † (30 gennaio 1376 - 1376 deceduto)
- Pierre de Cosnac † (27 agosto 1376 - dopo il 1402 deceduto)
- Bertrand de Botinand † (13 settembre 1407 - 1416 deceduto)
- Hugues Combarel † (29 novembre 1419 - 12 gennaio 1422 nominato vescovo di Béziers)
- Bertrand de Maumont † (12 gennaio 1422 - circa 1425 deceduto)
- Jean de Cluys (o Closis) † (6 febbraio 1426 - 1444 deceduto)
- Pierre de Comborn ? †
- Hugues D'Aubusson † (15 giugno 1451 - settembre 1454 deceduto)
- Louis D'Aubusson, O.S.B. † (17 dicembre 1455 - 1471 deceduto)
- Denis de Bar † (20 novembre 1471 - 9 marzo 1495 nominato vescovo di Saint-Papoul)
- Clément de Brillac † (9 marzo 1495 - 1514 deceduto)
- François de Lévis † (11 dicembre 1514 - ?[3] deceduto)
- Jacques Amelin † (15 gennaio 1531 - maggio 1539 deceduto)
- Pierre Duchâtel o du Chastel † (16 giugno 1539 - 2 aprile 1544 nominato vescovo di Mâcon)
- François de Faucon † (2 aprile 1544 - 20 ottobre 1550 nominato vescovo di Orléans)
  - Jean de Fonsec (Fonséque) † (4 marzo 1551 - 1559 dimesso) (vescovo eletto)
- Louis-Ricard de Gourdon de Genouillac de Vaillac † (17 luglio 1560 - 1582 deceduto)
- Flotard Ricard de Gourdon † (8 giugno 1582 - marzo 1586 deceduto)
- Antoine de La Tour † (20 aprile 1587 - 1594 dimesso)
  - Jean de Visandon † (18 ottobre 1594 - circa 1597 deceduto) (vescovo eletto)
- Jean Ricard de Gourdon de Genouillac de Vaillac † (12 novembre 1599 - 13 gennaio 1652 deceduto)
- Louis de Rechignevoisin de Curon † (26 maggio 1653 - 20 dicembre 1671 nominato vescovo di Comminges)
- Jules Mascaron, Orat. † (21 marzo 1672 - 8 gennaio 1680 nominato vescovo di Agen)
- Humbert Ancelin † (17 marzo 1681 - prima del 24 settembre 1702 dimesso)
- André-Daniel de Beaupoil de Saint-Aulaire † (25 settembre 1702 - 8 settembre 1721 dimesso)
- Louis-Jacques Chapt de Rastignac † (24 settembre 1721 - 27 settembre 1724 nominato arcivescovo di Tours)
- Charles du Plessis d'Argentré † (18 aprile 1725 - 27 ottobre 1740 deceduto)
- François de Beaumont d'Autichamp † (17 aprile 1741 - 20 novembre 1761 deceduto)
- Henri-Joseph-Claude de Bourdeilles † (22 novembre 1762 - 22 novembre 1764 dimesso)[4]
- Charles-Joseph de Raffélis de Saint-Sauveur † (17 dicembre 1764 - 28 aprile 1791 deceduto)
  - Sede vacante (1791-1801)
  - Sede soppressa (1801-1822)
- Claude-Joseph-Judith-François-Xavier de Sagey † (10 marzo 1823 - 13 luglio 1824 dimesso)
- Augustin de Mailhet de Vachères † (21 marzo 1825 - 16 maggio 1842 deceduto)
- Jean-Baptiste-Pierre-Léonard Berteaud † (22 luglio 1842 - 3 settembre 1878 dimesso)
- Henri-Charles-Dominique Denéchau † (28 febbraio 1879 - 18 aprile 1908 deceduto)
- Albert Nègre † (14 luglio 1908 - 5 agosto 1913 nominato arcivescovo di Tours)
- Joseph-Marie-François-Xavier Métreau † (6 agosto 1913 - 24 aprile 1918 deceduto)
- Jean Castel † (3 agosto 1918 - 8 ottobre 1939 deceduto)
- Aimable Chassaigne † (6 febbraio 1940 - 23 gennaio 1962 dimesso[5])
- Marcel-François Lefebvre, C.S.Sp. † (23 gennaio 1962 - 7 agosto 1962 dimesso[6])
- Henri Clément Victor Donze † (15 novembre 1962 - 12 febbraio 1970 nominato vescovo di Tarbes e Lourdes)
- Jean-Baptiste Brunon, P.S.S. † (4 aprile 1970 - 28 aprile 1984 dimesso)
- Roger Marie Albert Froment † (20 giugno 1985 - 22 ottobre 1996 dimesso)
- Patrick Le Gal (12 settembre 1997 - 23 maggio 2000 nominato ordinario militare in Francia)
- Bernard Louis Marie Charrier (22 gennaio 2001 - 12 dicembre 2013 ritirato)
- Francis Victor Bestion (12 dicembre 2013 - 1º ottobre 2024 nominato vescovo di Blois)
- Éric Bidot, O.F.M.Cap., dal 15 aprile 2025

## Statistiche
La diocesi nel 2023 su una popolazione di 239.190 persone contava 219.340 battezzati, corrispondenti al 91,7% del totale.
| anno | popolazione | popolazione | popolazione | presbiteri | presbiteri | presbiteri | presbiteri                | diaconi | religiosi | religiosi | parrocchie |
| anno | battezzati  | totale      | %           | numero     | secolari   | regolari   | battezzati per presbitero | diaconi | uomini    | donne     | parrocchie |
| ---- | ----------- | ----------- | ----------- | ---------- | ---------- | ---------- | ------------------------- | ------- | --------- | --------- | ---------- |
| 1950 | 250.000     | 254.601     | 98,2        | 240        | 224        | 16         | 1.041                     |         | 42        | 240       | 293        |
| 1969 | 225.000     | 237.864     | 94,6        | 223        | 191        | 32         | 1.008                     |         | 46        | 237       | 101        |
| 1980 | 229.000     | 244.000     | 93,9        | 178        | 163        | 15         | 1.286                     | 4       | 24        | 163       | 295        |
| 1990 | 229.000     | 250.000     | 91,6        | 141        | 126        | 15         | 1.624                     | 9       | 15        | 106       | 296        |
| 1999 | 224.000     | 244.000     | 91,8        | 113        | 102        | 11         | 1.982                     | 5       | 13        | 94        | 296        |
| 2000 | 225.700     | 245.900     | 91,8        | 111        | 100        | 11         | 2.033                     | 5       | 11        | 92        | 296        |
| 2001 | 213.000     | 231.810     | 91,9        | 113        | 93         | 20         | 1.884                     | 6       | 20        | 82        | 296        |
| 2002 | 213.000     | 231.810     | 91,9        | 101        | 88         | 13         | 2.108                     | 7       | 15        | 83        | 299        |
| 2003 | 213.000     | 231.810     | 91,9        | 87         | 82         | 5          | 2.448                     | 7       | 5         | 77        | 296        |
| 2004 | 213.000     | 231.810     | 91,9        | 88         | 83         | 5          | 2.420                     | 6       | 5         | 76        | 296        |
| 2010 | 219.000     | 241.600     | 90,6        | 73         | 66         | 7          | 3.000                     | 7       | 9         | 66        | 296        |
| 2014 | 223.300     | 242.454     | 92,1        | 59         | 54         | 5          | 3.784                     | 8       | 12        | 41        | 296        |
| 2017 | 221.760     | 241.340     | 91,9        | 49         | 44         | 5          | 4.525                     | 11      | 12        | 35        | 296        |
| 2020 | 222.850     | 242.520     | 91,9        | 44         | 44         |            | 5.064                     | 9       | 9         | 28        | 296        |
| 2022 | 221.000     | 241.000     | 91,7        | 43         | 37         | 6          | 5.139                     | 10      | 7         | 23        | 296        |
| 2023 | 219.340     | 239.190     | 91,7        | 33         | 27         | 6          | 6.646                     | 8       | 10        | 31        | 297        |